# ملفوف مخروطي

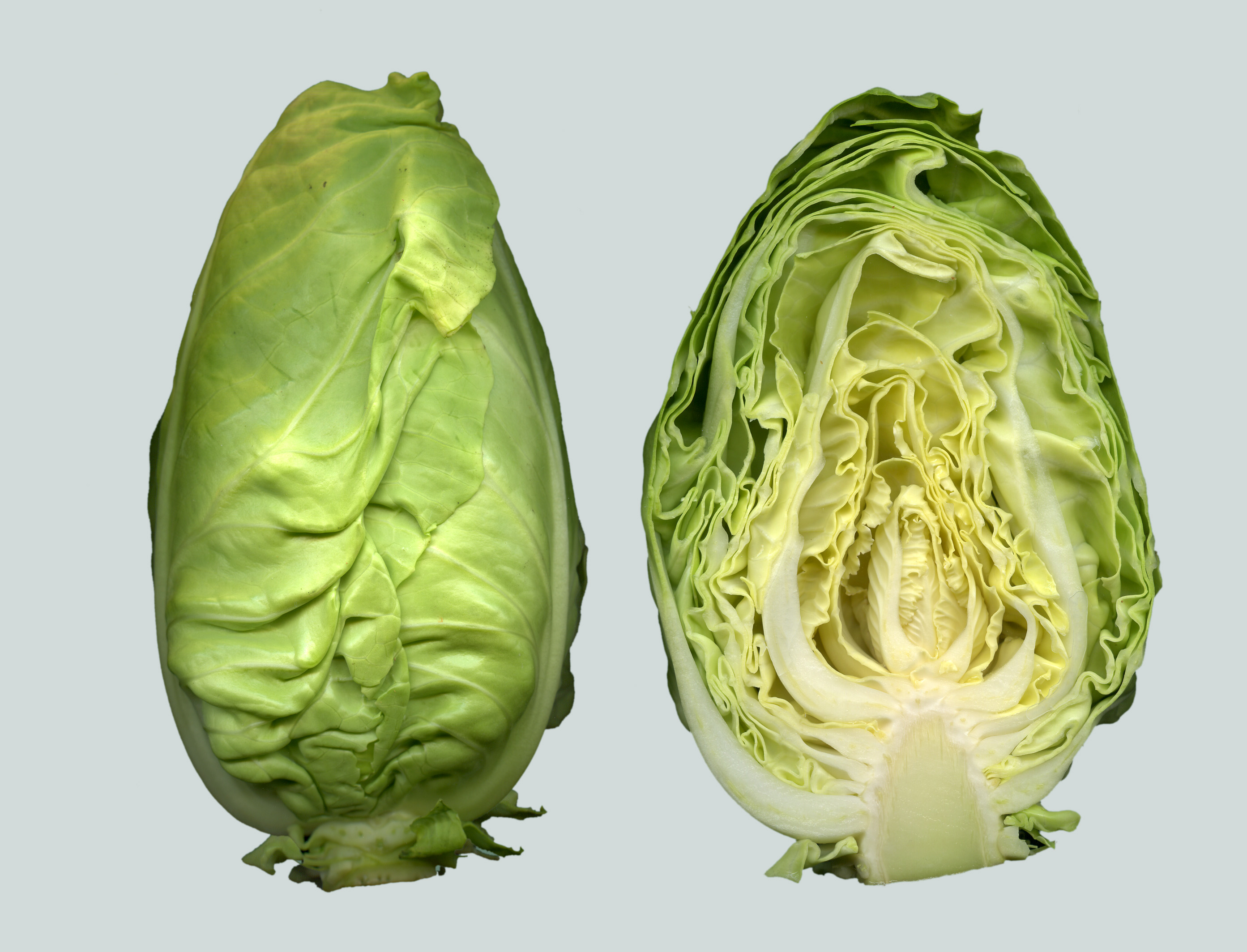
ملفوف مخروطي

الملفوف المخروطي أو الكُرُنب المخروطي هو ضربٌ من الملفوف ذو شكل مستدق وأوراق كبيرة رقيقة تختلف في اللون من الأصفر إلى الأزرق والأخضر. طعمه أقل وضوحًا وأكثر حساسية من الملفوف الأبيض الشائع. إنه أقدم ملفوف، يُزرع للبيع في المملكة المتحدة من مايو/أيار إلى نوفمبر/كانون الأول، لكنه يُزرع في إسبانيا من نوفمبر/كانون الأول إلى أبريل/نيسان.
يتناقص إنتاج الملفوف المخروطي لأن الملفوف الأبيض ينتج عوائد أعلى ويسهل معالجته بسبب شكله الدائري.